# برانزویک (کارولینای شمالی)
برانزویک (به انگلیسی: Brunswick) شهری در ایالت کارولینای شمالی کشور ایالات متحده آمریکا است که جمعیت آن در سرشماری سال ۲۰۱۰ میلادی، ۱٬۱۱۹ نفر بوده‌است.